# Ebo distinctivus
Ebo distinctivus es una especie de araña cangrejo del género Ebo, familia Philodromidae. Fue descrita científicamente por Lyakhov en 1992.

## Distribución
Esta especie se encuentra en Kazajistán y Rusia (Sur de Siberia).